# Празантус ямальский
Празантус ямальский (лат. Prasanthus jamalicus)  — вид печёночных мхов рода Празантус (Prasanthus) семейства Гимномитриевые (Gymnomitriaceae).

## Ботаническое описание
Однодомный листостебельный печёночник. Слоевище пурпурно-коричнечевое, шириной 0,2—0,6 мм и длиной 2—4 мм, крепится к почве мелколистными стелющимися ветвями. Листья почти поперечно прикреплённые и расставленные на стерильных участках побегов, черепичатые  — на фертильных, чешуйчатые и мелковыемчатые  — на верхушке.

## Экология и распространение
Произрастает на песчаных почвах, встречаясь мелкими частично засыпанными песком дерновинками.
Эндемик Ямала. Известно всего две популяции вида, которые находятся на расстоянии 150 км от друг друга.

## Охранный статус
Занесён в Красную книгу России. Факторы вымирания неизвестны.